# پارالوما (آرکانزاس)
پارالوما (به انگلیسی: Paraloma) یک منطقهٔ مسکونی در ایالات متحده آمریکا است که در شهرستان سویر، آرکانزاس واقع شده‌است. پارالوما ۳۴۴ متر بالاتر از سطح دریا واقع شده‌است.